# Sebastián de Covarrubias
Sebastián de Covarrubias y Orozco (Toledo, 1539 - Conca, 1613), lexicògraf, criptògraf, capellà del rei Felip II, canonge de la catedral de Conca i escriptor espanyol.

## Dades biogràfiques i familiars
Fill i germà dels també escriptors Sebastián de Horozco (1510-1579) i Juan de Horozco. El seu pare era cristià nou i fill d'una jueva conversa; la mare, Maria Valero de Covarrubias Leyva, per contra, era de millor llinatge, segons els criteris de l'època, i va néixer al si d'una família cristiana vella amb teòlegs, arquitectes i artesans de gran prestigi. El seu avi per part de mare va ser el brodador Marcos de Covarrubias, germà del gran arquitecte Alonso de Covarrubias. Un altre germà era Juan de Covarrubias, canonge de la Catedral Vella de Salamanca, que va ajudar a Sebastián en els seus estudis. Dos fills de don Alonso van ser Diego (1512-1577) i Antonio (1524-1602), grans teòlegs, juristes i homes de molt de pes i importància política que van assistir al Concili de Trento com a representants d'Espanya.
El que seria famós lexicògraf, va estudiar a Salamanca (1565-1573), on va viure amb el susdit besoncle seu el canonge Juan de Covarrubias a l'Església de Salamanca. En el moment apropiat don Juan va renunciar a aquest lloc "a favor del seu nebot", perquè s'havia fet sacerdot. Va ser després capellà de Felip II, consultor del Sant Ofici i canonge de la Catedral de Conca, càrrec aquest últim que va exercir més de trenta anys. El 1595 va ser nomenat Comissari Apostòlic encarregat de la dotació de rectories pels moriscs.

## La seva obra

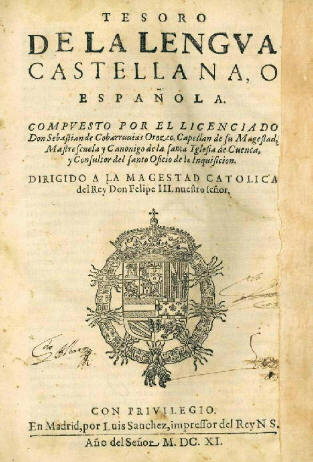
Portada de l'edició prínceps del Tesoro (1611).

El 1610 Sebastià va emmalaltir greument, però es va recuperar i va produir una obra clàssica de la literatura emblemàtica, els Emblemes morals (1610) traduïda al italià per Sebastiano Bagolino. Va escriure, d'altra banda, un Tractat de xifres i una traducció de les  Sàtires  i epístoles d'Horaci que no s'han conservat, però, és conegut sobretot per un monumental diccionari, el  Tesoro de la lengua castellana o española  (1611), la millor obra lexicogràfica publicada entre el diccionari d'Antonio de Nebrija i el  Diccionari d'Autoritats  de la Reial Acadèmia Espanyola. La seva consulta segueix sent útil per establir el sentit de la literatura clàssica del Segle d'Or espanyol.
Encara que la part etimològica d'aquest diccionari ha estat àmpliament superada, el Tesoro de Covarrubias és l'obra d'un humanista i no s'atura a oferir únicament les accepcions d'una paraula, sinó que disserta amb gràcia i erudició sobre elles i aporta refranys, modismes, anècdotes i cites literàries que contenen el terme. El mateix autor va compondre un Suplemento al Tesoro que no va arribar a imprimir però que ha estat editat modernament. el 1673 el pare Benito Remigio Noydens va reimprimir el Tesoro amb addicions de la seva pròpia collita.